# Пурпурномасковая танагра
Пурпурномасковая танагра (лат. Tangara larvata) — вид птиц из семейства танагровых.

## Внутривидовая систематика
Выделяют четыре подвида: номинативный подвид — T. l. larvata, распространён от юго-восточной Мексики (восточные склоны гор в Табаско, на севере Оахака и севере Чьяпаса), Белиза и в восточной Гватемалы южнее до крайнего севера Коста-Рики; T. l. centralis распространён в Коста-Рике (на восточных склонах гор) и в западной Панаме (в Бокас-дель-Торо, на севере провинций Верагуас и Кокле); T. l. fanny — в восточной Панаме от провинции Колон и Зоны Панамского канала восточнее до Колумбии и южнее до западного Эквадора; T. l. franciscae — в Коста-Рике и западной Панаме.

## Места обитания
Пурпурномасковые танагры обитают на плантациях, в субтропических и тропических низменных и горных влажных и сильно деградированных лесах, а также влажных кустарниковых зарослях, на высоте до 1200 метров над уровнем моря.